# 奧克斯贝尔哈洞穴
奥克斯贝尔哈洞穴（英語：Sistema Ox Bel Ha），简称：奥克斯贝尔哈（Ox Bel Ha），是位于墨西哥金塔纳罗奥州的一个洞穴系统，其名字在玛雅语中是“三条水路”的意思。它是迄今为止，人类探索已知的洞穴里，水下洞穴长度第二及包含干燥洞穴在内的所有洞穴长度第四名。截至2020年6月的考察数据，奥克斯贝尔哈洞穴目前已知长度为284.64（176.87英里），并拥有140余个沉洞。

## 发现概况
纳兰哈尔子系统（Naranjal Subsystem）是奧克斯贝尔哈洞穴的一部分，而在这个子系统里发现了三具史前人类的遗骸。监狱沉洞，或称“拉斯帕尔马斯”，是墓地或拉斯帕尔马斯洞穴的入口，在这里发现了一具名为纳哈伦的夏娃（距今13,454年±117）骨骼。骨骼的主人去世时约为18岁到20岁的妇女，在距离监狱沉洞洞口约368（1,207英尺）处被发现。